# Список Топ-50 компаний в области искусственного интеллекта
Список Топ-50 крупнейших компаний в области искусственного интеллекта — реестр коммерческих организаций, активно развивающих и внедряющих наработки в сфере ИИ. Их деятельность охватывает широкий спектр технологических направлений, включая разработку компьютерных моделей, аналитические платформы, автоматизацию бизнес-процессов и интеллектуальные решения для различных отраслей, таких как здравоохранение, финансы и оборона.

## Топ-50 компаний в области искусственного интеллекта
Список AI 50 2024 года по версии Forbes, составленный в сотрудничестве с Sequoia Capital и Meritech Capital, представляет собой обзор 50 наиболее перспективных частных компаний в области искусственного интеллекта. Ведущими компаниями в списке являются OpenAI с капитализацией в $86 млрд, Databricks с $43 млрд и Anthropic с $18,4 млрд. Все эти компании активно разрабатывают и внедряют решения на основе ИИ в различные сектора, привлекая внимание крупных клиентов, включая финансовые учреждения и государственные организации.
По данным Forbes, компании, вошедшие в AI 50, привлекли более $34,7 млрд инвестиций, из которых значительная доля пришлась на OpenAI благодаря инвестициям от Microsoft в размере более $10 млрд. На фоне успеха крупных игроков также выделяются стартапы, такие как Abridge ($213 млн), предлагающий автоматизацию медицинской документации, и Harvey ($106 млн), который облегчает работу юристов.
В 2024 году редакция получила почти 2 тыс. заявок на участие в списке, что более чем вдвое превышает показатели предыдущего года.
| Название           | Чем занимается                                                 | Инвестиции  | Год основания | Штаб-квартира                 |
| ------------------ | -------------------------------------------------------------- | ----------- | ------------- | ----------------------------- |
| Abridge            | Медицина                                                       | 213 млн $   | 2018          | США Питтсбург, Пенсильвания   |
| Adept              | Разработка моделей ИИ                                          | 415 млн $   | 2022          | США Сан-Франциско, Калифорния |
| Anduril Industries | Программное обеспечение для обороны                            | 2,8 млрд $  | 2017          | США Коста-Меса, Калифорния    |
| Anthropic          | Разработка моделей ИИ                                          | 7,7 млрд $  | 2020          | США Сан-Франциско, Калифорния |
| Anyscale           | Программное обеспечение для приложений ИИ                      | 259 млн $   | 2019          | США Сан-Франциско, Калифорния |
| AssemblyAI         | Провайдер инструментов для расшифровки речи                    | 115 млн $   | 2017          | США Сан-Франциско, Калифорния |
| Baseten            | Программное обеспечение для приложений ИИ                      | 60 млн $    | 2019          | США Сан-Франциско, Калифорния |
| Cerebras Systems   | Производитель компьютерных чипов                               | 720 млн $   | 2016          | США Саннивейл, Калифорния     |
| Character.AI       | Приложение-чатбот для потребителей                             | 193 млн $   | 2021          | США Менло-Парк, Калифорния    |
| Cleanlab           | Обнаружение ошибок в данных                                    | 30 млн $    | 2021          | США Сан-Франциско, Калифорния |
| Codeium            | Приложение для автозавершения кода                             | 93 млн $    | 2021          | США Маунтин-Вью, Калифорния   |
| Cohere             | Разработка моделей ИИ                                          | 445 млн $   | 2019          | Канада Торонто, Онтарио       |
| Cradle             | Проектирование белков для создания лекарств                    | 33 млн $    | 2021          | Нидерланды Амстердам          |
| Cresta             | Работа с колл-центрами                                         | 152 млн $   | 2017          | США Пало-Альто, Калифорния    |
| Databricks         | Хранилище данных и аналитика                                   | 4 млрд $    | 2013          | США Сан-Франциско, Калифорния |
| DeepL              | Служба перевода языков                                         | 100 млн $   | 2017          | Германия Кёльн                |
| ElevenLabs         | Программное обеспечение для генерации голоса                   | 101 млн $   | 2022          | Великобритания Лондон         |
| Figure AI          | Автономные роботы                                              | 754 млн $   | 2022          | США Саннивейл, Калифорния     |
| Glean              | Поисковая система для предприятий                              | 360 млн $   | 2019          | США Пало-Альто, Калифорния    |
| Harvey             | Модели ИИ для юридических фирм                                 | 106 млн $   | 2022          | США Сан-Франциско, Калифорния |
| Hebbia             | Поисковая система для предприятий                              | 30 млн $    | 2020          | США Нью-Йорк, Нью-Йорк        |
| Hugging Face       | Библиотека для моделей и датасетов                             | 395 млн $   | 2016          | США Нью-Йорк, Нью-Йорк        |
| Insitro            | Открытие и разработка лекарств                                 | 643 млн $   | 2018          | США Сан-Франциско, Калифорния |
| Kumo.AI            | Программное обеспечение для аналитики данных                   | 37 млн $    | 2021          | США Маунтин-Вью, Калифорния   |
| LangChain          | Инструменты для разработки приложений                          | 35 млн $    | 2023          | США Сан-Франциско, Калифорния |
| Leonardo.AI        | Служба генерации изображений                                   | 31 млн $    | 2022          | Австралия Сидней              |
| Midjourney         | Служба генерации изображений                                   | 0 млн $     | 2021          | США Сан-Франциско, Калифорния |
| Mistral AI         | Исследование моделей ИИ                                        | 528 млн $   | 2023          | Франция Париж                 |
| Notion             | Программное обеспечение для повышения продуктивности           | 330 млн $   | 2013          | США Сан-Франциско, Калифорния |
| OpenAI             | Разработка моделей ИИ                                          | 11.3 млрд $ | 2015          | США Сан-Франциско, Калифорния |
| Owkin              | Открытие и разработка лекарств                                 | 304 млн $   | 2016          | США Нью-Йорк, Нью-Йорк        |
| Perplexity         | Поисковое приложение общего назначения                         | 102 млн $   | 2022          | США Сан-Франциско, Калифорния |
| Photoroom          | Приложение для редактирования фотографий                       | 64 млн $    | 2019          | Франция Париж                 |
| Pika               | Служба генерации видео                                         | 55 млн $    | 2023          | США Пало-Альто, Калифорния    |
| Pinecone           | Программное обеспечение для баз данных                         | 138 млн $   | 2019          | США Нью-Йорк, Нью-Йорк        |
| Replicate          | Программное обеспечение для приложений ИИ                      | 60 млн $    | 2019          | США Сан-Франциско, Калифорния |
| Rosebud AI         | Программное обеспечение для создания видеоигр                  | 10 млн $    | 2019          | США Сан-Франциско, Калифорния |
| Runway             | Программное обеспечение для редактирования изображений и видео | 237 млн $   | 2018          | США Нью-Йорк, Нью-Йорк        |
| Sana               | Обучение и поиск на предприятиях                               | 82 млн $    | 2016          | Швеция Стокгольм              |
| Scale AI           | Разметка данных и программное обеспечение                      | 600 млн $   | 2016          | США Сан-Франциско, Калифорния |
| Sierra             | Программное обеспечение для обслуживания клиентов              | 110 млн $   | 2023          | США Сан-Франциско, Калифорния |
| Synthesia          | Генератор аватаров и видео                                     | 157 млн $   | 2017          | Великобритания Лондон         |
| Together AI        | Инструменты для разработки моделей ИИ                          | 229 млн $   | 2022          | США Сан-Франциско, Калифорния |
| Tome               | Программное обеспечение для создания презентаций               | 81 млн $    | 2020          | США Сан-Франциско, Калифорния |
| Tractian           | Обслуживание промышленных машин                                | 65 млн $    | 2019          | США Атланта, Джорджия         |
| Unstructured       | Инструменты для разработки приложений                          | 65 млн $    | 2022          | США Сакраменто, Калифорния    |
| Vannevar Labs      | Программное обеспечение для обороны и разведки                 | 87 млн $    | 2019          | США Пало-Альто, Калифорния    |
| Waabi              | Технология автономных грузоперевозок                           | 84 млн $    | 2021          | Канада Торонто, Онтарио       |
| Weaviate           | Программное обеспечение для баз данных                         | 68 млн $    | 2019          | Нидерланды Амстердам          |
| Writer             | Программное обеспечение для бизнеса                            | 126 млн $   | 2020          | США Сан-Франциско, Калифорния |